# Ranunculus longipes
Ranunculus longipes är en ranunkelväxtart som beskrevs av Vicente Cutanda. Ranunculus longipes ingår i släktet ranunkler, och familjen ranunkelväxter. Inga underarter finns listade i Catalogue of Life.